# Сарнија
Сарнија (енгл. Sarnia) је град у Канади у покрајини Онтарио. Према резултатима пописа 2011. у граду је живело 72.366 становника.

## Становништво
Према резултатима пописа становништва из 2011. у граду је живело 72.366 становника, што је за 1,3% више у односу на попис из 2006. када је регистровано 71.419 житеља.
| 2006.  | 2011.  | 2016.  |
| ------ | ------ | ------ |
| 71.419 | 72.366 | 71.594 |